# Jean Louis Petit

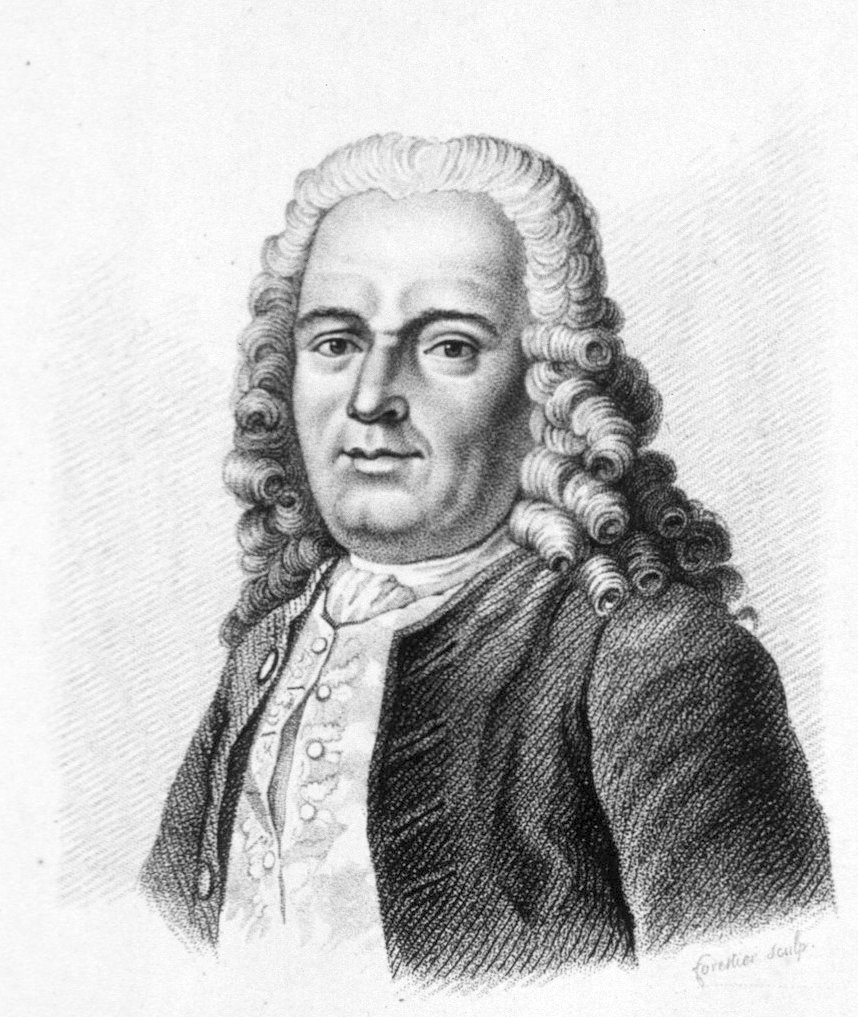
Jean-Louis Petit

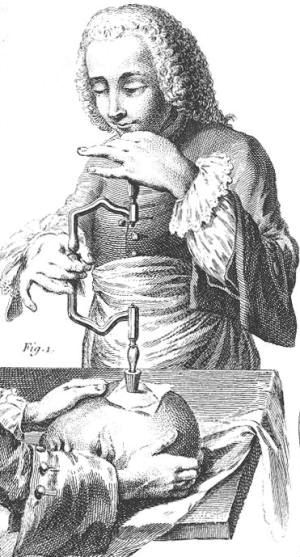
XVIII-wieczna francuska ilustracja przedstawiająca zabieg trepanacji czaszki

Jean Louis Petit (1674–1750) – francuski chirurg. Był założycielem oraz dyrektorem Królewskiej Akademii Chirurgicznej. Jako jeden z pierwszych wykonał w 1736 roku zabieg operacyjny trepanacji czaszki. Wynalazł opaskę uciskową. Był członkiem Royal Society w Londynie.